# Eric Kripke
Eric Kripke, född 1974, är en amerikansk manusförfattare och producent som har skapat och skrivit manus till bl.a. tv-serierna Supernatural, The Boys och Gen V.

## Manusförfattare (urval)
- Gen V
- The Boys (TV-serie)
- The Winchesters
- Supernatural
- Timeless
- Revolution